# Cinematografía subacuática
La cinematografía subacuática trata de crear cine bajo el agua; es decir, cine que parte de imágenes subacuáticas.

## Historia
En 1916, los hermanos americanos Ernest y George Williamson grabaron 20,000 Leagues Under the Sea en las Bahamas, una de las primeras películas subacuáticas comerciales. La película era muda y en blanco y negro. Para conseguir las imágenes, desde un barco colgaban una luz artificial que sumergían para iluminar el fondo del océano. Conectado al mismo barco con un tubo por el que pasaba el aire (tubo submarino Williamson), estaba la que llamaban Photosphera, una esfera para dos personas y la cámara, desde la que grababan la zona iluminada.
En Palermo, la productora Panaria Film, lanzó en 1946 la película Cacciatori Sottomarini (Cazadores bajo el agua), por Francesco Alliata, que se grabó en las Islas Eolias. Fue la primera película grabada sumergiendo una cámara profesional en mar abierto. Antes de esta película, las imágenes bajo el agua se grababan en piscinas o desde el interior de un submarino. Para grabar en mar abierto, se usaban cámaras semi profesionales, más pequeñas y más fáciles de manejar. Así, Alliata fue el primer cinematógrafo en usar una cámara profesional. Aunque anteriormente ya se habían grabado imágenes de la pesca de atún, en Tonnara (1946), Alliata fue el primero en adentrarse bajo el agua con los animales. Para la captura de estas imágenes, Francesco Alliata usaba una cámara Arriflex introducida en una escafandra especial que construyó para poder meterla al mar. Era un mecanismo muy pesado, por lo que la sumersión (a pulmón) resultaba muy complicada y peligrosa. Al no tener ningún tipo de ropa especial para bajo el agua, Alliata utilizó un pijama de lana de los años 1900.
Jaques Cousteau, junto con el ingeniero Emile Gagnan, inventó durante la Segunda Guerra Mundial el Aqua-Lung, un aparato que permitía la respiración bajo el agua, predecesor del equipo Scuba. Con el Aqua-Lung, Cousteau y su tripulación pudieron explorar y grabar el océano como nadie lo había hecho antes. Trabajó en la creación de otros muchos inventos, como cámaras, armazones y relojes. Inventó, por ejemplo, la cámara calypso, considerada la primera cámara acuática. Estaba originalmente diseñada para aguantar la presión a 200 pies bajo el agua, era pequeña y estaba cubierta de falsa piel de foca. Para cambiar el carrete era necesario retirar el objetivo. Nikon compró la patente para su línea de cámaras acuáticas. Hizo películas como Le Monde du silence (1956) y Le Monde sans soleil (1964), series de documentales como The Odyssey of the Cousteau Team I (1966-1976) y mucho más. En total, hizo 120 películas subacuáticas.

## Técnica
Para poder hacer grabaciones bajo el agua, se deben tener en cuenta varios aspectos técnicos.

### Preparación
Obviamente es necesario saber bucear con Scuba para así poder capturar imágenes submarinas sin dañar el ecosistema o grabar a animales marinos sin ponerse en peligro. También es importante para mantener la cámara firme. Es recomendable aprender a hacer buceo a pulmón, ya que el equipo Scuba crea burbujas que asustan a los peces grandes y mamíferos marinos.

### Rebreather
En caso de utilización de Scuba, se puede utilizar un Rebreather de circuito cerrado, que reciclan el aire que respiramos para evitar crear burbujas. Así, los cámaras podrán mantenerse más tiempo bajo el agua y no asustar a los animales más grandes.

### Color y luz
Los colores cambian bajo el agua. Algunos colores, como el rojo y el amarillo, disminuyen su intensidad a medida que nos sumergimos. El agua absorbe el color, algunos más rápidamente que otros. Primero absorbe el rojo, y así, la imagen aparece más azul o verde que de normal. Si se graba en aguas claras la imagen tendrá un tono azul, y si se graba en aguas templadas, la imagen será de un tono verde a causa del plancton y otras partículas en el agua.
Para compensar la pérdida del color hay dos técnicas: 
1. Filtros de color: Normalmente son filtros de color rojo, que recuperan un poco del color perdido.
2. Luces subacuáticas: El entorno se vuelve más oscuro a medida que nos sumergimos. Si la imagen se graba en profundidades a las que la luz solar no alcanza, es necesario la utilización de focos o luces subacuáticas, que también ayudarán con la recuperación del color. Si la imagen se graba en aguas claras o poco profundas es recomendable usar la luz natural.[6]

### Balance de blancos
Para compensar el cambio de colores y la luz hay que ajustar el balance de blancos a medida que se sumerge. El balance de blancos calibra lo que es blanco; hay que pulsar el botón de balance de blancos de la camera al capturar algo que sea de ese color, y así indicarle qué tomar por blanco. Así, se debe ajustar el balance a medida que se desciende, para ello usando, por ejemplo, una losa blanca. Algunos cinematógrafos con experiencia utilizan aletas de color blanco, para no tener que cargar con equipo extra.

### Enfoque
Se recomienda no usar el auto foco. El auto foco de las cameras busca los bordes de las figuras para enfocar. Si la camera se fija en el fondo del océano intentará buscar los bordes, y no conseguirá enfocar. Si enfocamos algo que esté más o menos a dos metros (en caso de estar grabando planos abiertos), casi todo quedará enfocado. A partir de ese punto se puede ajustar el foco manual.

### Estabilidad
Estabilizar la imagen no es fácil mientras se nada. Por eso, para conseguir una imagen estable se recomienda apoyar la camera. Para ello hay que encontrar un área despejado (para no dañar el entorno) donde colocarla. Para poder mantenerla se pueden colocar pesos en la camera (aunque para ello se debe cargar con los pesos durante toda la grabación), ya que los trípodes tradicionales son difíciles de usar bajo el agua, sobre todo con un armazón pesado.

## Equipo

### Cámara

#### Compactas
La mayoría de las cámaras compactas pueden introducirse en un armazón. Estas cámaras son producidas por Canon, Panasonic, Sony, Fuji, Olympus y otras marcas. Las más populares son la Sony RX-100 V y la Canon G7 X II. Ambas tienen un sensor de 1" por lo que dan mejor calidad de video.

#### Sin espejo
Las cámaras sin espejo son muy adecuadas para el video subacuático, ya que suelen tener sensores más grandes que las compactas pero son más pequeñas que las cámaras DSLR. Tienen una gran calidad de imagen, comparable a la de las DSLR. Las más populares ahora mismo (2018) son la Sony a7S II y la a7R II, la Panasonic GH4 y la GH5. Hay una gran variedad de lentes que permite el rodaje en macro, gran angular y rodaje subacuático especializado. Los fabricantes de armazones, los hacen para poder servir con diferentes tipos de lentes. 

#### DSLR
Las cámaras DSLR han tratado de mejorar su funcionalidad desde 2008. El botón de grabación de video en las DSLR es cada vez más grande y ergonómicamente posicionado para que sea más fácil cambiar de video a instantáneas. Los armazones para las cámaras DSLR han mejorado con ellas. Una de las opciones mejor considerada es la Canon 5D Mark IV, ya que ofrece video en 4K, un auto foco Dual Pixel rápido y fiable, grabación en JPG y una gran variedad de lentes.

#### Cámaras de video
Las cámaras dedicadas solamente al video fueron muy populares, pero hoy en día, ya que las DSLR ofrecen una calidad de video similar, más la opción de capturar instantáneas y una gran variedad de lentes, armazones y puertos, ya no tienen tanta presencia en el mercado. Aun así, las opciones más populares entre este tipo de cámaras, para los profesionales, son las creadas por Red Digital Cinema y  Blackmagic, ya que ofrecen video en 6K, una alta frecuencia de fotogramas, grabación raw etc.

### Armazón
Un armazón para la camera es seguramente la parte más importante (y cara) para la cinematografía subacuática. Protege la cámara y la hace resistente al agua.
En general, el armazón suele ser mecánico, digital, o una combinación de los dos. Hay que tener en cuenta el tipo de cámara que tengamos, ya que algunas no dan la opción de utilizar un armazón digital.

#### Armazón mecánico
Generalmente tienen botones que atraviesan el armazón y físicamente pulsan y manejan los mandos de la cámara que hay dentro. Una de las ventajas del armazón mecánico es que si algo se rompe es posible cambiar piezas. Los botones y mandos tienen que estar en buenas condiciones para que no se atasquen. Gates y Ikelite son dos empresas que producen armazones mecánicos.

#### Armazón digital
El armazón digital se conecta a un puerto de la cámara, y la maneja con sus propios controles digitales. A menudo están construidos de manera que los botones estén posicionados para facilitar el control del aparato bajo el agua (donde los pulgares agarran la camera, por ejemplo). Aunque esto sea muy cómodo, un fallo en el circuito puede dejarte sin recursos; hay que tener cuidado con mojar el sistema electrónico del armazón.
Algunas cámaras no tienen el puerto necesario para conectarse al armazón, como sería el caso de las Panasonic, por lo que se ven obligados a usar un armazón mecánico.

#### Bolsas herméticas
Existen bolsas herméticas, que son más baratas, pero no suelen servir para sumergirse a grandes profundidades. El agua tiende a filtrar a partir de una cierta profundidad. Puede ser una opción adecuada para aguas poco profundas.

### Luces
La claridad del agua influirá mucho en la necesidad de luz artificial, si las aguas no son muy profundas puede que la luz natural sea suficiente, pero si nos adentramos más al mar, es recomendable usar focos para conseguir mejor visión y colores (aunque a veces la propia historia se beneficia de la turbulencia y oscuridad del agua). Una vez hecha la elección de utilizar luces, se debe pensar cómo el camarógrafo sujetará la camera y las luces al mismo tiempo. Muchos buceadores usan un mecanismo para enganchar las luces al armazón. Al elegir el tipo de luz, algo más a tener en cuenta, aparte de la batería y el color, es la facilidad del ajuste de las luces bajo el agua. Estos son los principales tipos de luces que se utilizan en la cinematografía subacuática:

#### HID (High-Intensity-Discharge)
Suelen emitir una luz más azul que las luces halógenas, pero su batería dura un tiempo limitado, y necesitan grandes paquetes de baterías. Cada vez más cinematógrafos están usando este tipo de luces.

#### LED
Son más eficientes en cuestiones de energía; su batería aguanta más. Producen colores de buena calidad.

#### Halógenas
La mayoría de los buceadores usan pequeñas luces halógenas para ver en aguas profundas, pero éstas no sirven para la cinematografía, ya que solamente producen un rayo de luz muy concentrado y no iluminan todo el entorno. Para conseguir el efecto de "luz natural" se deberían usar luces halógenas más potentes y específicas para video.

### Monitor (pantalla)
Las pantallas son muy populares entre los cinematógrafos subacuáticos. Estas pantallas permiten ver en grande la imagen que se está grabando, para así no tener que mirar a través del pequeño visor del armazón. Así es más fácil no dañar el entorno al capturar imágenes de cerca. Suelen ofrecer la opción Focus peaking que nos asiste al enfocar perfilando los objetos que están bien enfocados, así como el Zebra Pattering, una opción que nos avisa si la imagen esta sobreexpuesta marcando con rayas las zonas con demasiada luz, y otras muchas opciones. Dos marcas populares son la Small HD y Atomos, que ofrecen una amplia opción de armazones.

## Problemática

### Producción
La producción de películas acuáticas es muy cara. Se necesita un gran equipo técnico experto. Las escenas de agua suelen costar tres veces más que las que se graban en tierra a causa del trabajo extra que se requiere aspectos técnicos, como la iluminación, por ejemplo, que es bastante más complicada que en tierra.

### Actores
Aunque el equipo suele estar trabajando con Scuba, en las escenas subacuáticas los actores a menudo tienen que aguantar la respiración, por lo que solo se puede rodar hasta que el actor tenga que salir del agua o usar un tanque de aire para respirar. A veces es posible usar a buceadores profesionales como dobles.

### Reproducción en tanques
Algunas escenas para películas como Titanic, Piratas del Caribe o La vida de Pi se han grabado en (generalmente enormes) tanques de agua. Para reproducir el océano de una manera realista hay que añadir viento y olas. Se usan ventiladores y máquinas de olas muy potentes para reproducir suave brisa marina hasta enormes tormentas. Para eso, la forma del tanque es muy importante: si es cuadrada el agua salta y sale de los costados. Se suele añadir tinte azul al agua para que el agua sea menos transparente y así esconder los cables, cuerdas y equipo. Hoy en día, si es necesario el movimiento de un gran barco en el tanque se pueden usar sistemas de radio control, pero antes se conseguía el movimiento mediante cuerdas y asistentes de producción escondidos.

## Animación
La animación generada por ordenador puede evitar muchos de los problemas de grabar bajo el agua en películas de acción real. También se usa, por supuesto, en escenas bajo el agua de películas de animación como Buscando a Nemo.
En cualquiera de los casos, los animadores deben capturar todos los detalles del mar, como por ejemplo el cambio de luz en distintas profundidades, y el proceso resulta largo y complicado. El agua es uno de los elementos más difíciles de animar. La tecnología de hoy en día permite una reproducción mucho más realista. Para la animación del mar de la película Moana, Disney inventó un sistema nuevo llamado Splash. Este software permite conseguir algunas tomas acuáticas que antes eran prácticamente imposibles, con mayor facilidad.

## Películas
No todas las películas están grabadas enteramente en el agua. Muchas de ellas combinan imágenes subacuáticas con Imágenes Creadas por Ordenador, y en algunos casos, cuando hay actores involucrados, las escenas se graban en piscinas y se modifican con efectos especiales. De todos modos, estas son algunas películas y documentales que forman parte del cine subacuático:
- The Frogmen (1951)
- 20,000 Leagues Under the Sea (1954)
- Thunderball (1965)
- Lady in the Cement (1968)
- Blue Water, White Death (1971)
- Jaws (1975)
- The Deep (1977)
- Amsterdamned (1988)
- La Grand Blue (1988)
- The Abyss (1989)
- The Dive (Dykket) (1989)
- Men of Honor (2000)
- Ocean Men: Extreme Dive (2001)
- Open Water (2003)
- Voyage to Kure (2003)
- Aliens of the Deep (2005)
- Sanctum (2011)
- Ray: A Life Underwater (2011)
- Pionér (2013)
- Deepsea Challenge 3D (2014)
- Black Sea (2014)
- Pressure (2015)
- Diving into the Unknown (Takaisin pintaan) (2016)
- L'Odyssée (2016)

Son de gran popularidad los thrillers o las películas de ciencia ficción y acción subacuáticas.